# Songs of Freedom

Songs of Freedom est une compilation de 78 titres (4 CD) de Bob Marley and the Wailers, qui couvre l'intégralité de leur carrière. Elle est un subtil mélange de classiques, de tubes, de titres inédits ou rares, de remixes, de versions singles et maxis : de Judge Not, son premier titre enregistré pour Leslie Kong en 1962 sur le label Beverley's avec deux autres titres, One Cup of Coffee et Terror (toujours inédit), jusqu'à Redemption Song en direct, lors de son dernier concert à Pittsburgh le 23 septembre 1980. Le coffret, publié en version long box ou compacte, est agrémenté d'un livret illustré.
Originellement publié en 1992 sous format Long Box, il fut réédité en 1999 en format compacte puis à nouveau en grand format en 2021 sous l'appellation "Songs of Freedom : The Island Years" et également en vinyles (édition limitée).

## Titres
Disque 1
1. Judge Not - 2:26
2. One Cup of Coffee - 2:34
3. Simmer Down - 2:50
4. I'm Still Waiting - 3:07
5. One Love / People Get Ready [Original] - 3:21
6. Put It On - 3:08
7. Bus Dem Shut (Pyaka) - 2:47
8. Mellow Mood [Original] - 3:31
9. Bend Down Low - 2:30
10. Hypocrites - 2:36
11. Stir It Up [Original] - 3:13
12. Nice Time - 2:44
13. Thank You Lord [Original] - 3:41
14. Hammer - 2:57
15. Caution - 2:45
16. Back Out - 2:18
17. Soul Shake Down Party - 3:06
18. Do It Twice - 2:49
19. Soul Rebel - 3:19
20. Sun Is Shining - 2:11
21. Don't Rock the Boat - 4:32
22. Small Axe - 3:57
23. Duppy Conqueror - 3:39
24. Mr. Brown - 3:32

Disque 2
1. Screwface - 2:23
2. Lick Samba - 2:33
3. Trenchtown Rock [Alternative Mix] - 3:28
4. Craven Choke Puppy - 2:53
5. Guava Jelly - 2:18
6. Guava Jelly/This Train/Cornerstone/Comma Comma/Dewdrops/Stir It Up/I'm Hurting Inside [Acoustic Medley] - 12:09
7. I'm Hurting Inside [Alternative Mix] - 3:29
8. High Tide or Low Tide - 4:09
9. Slave Driver - 2:51
10. No More Trouble - 3:59
11. Concrete Jungle - 4:11
12. Get Up, Stand Up - 3:14
13. Rastaman Chant - 3:51
14. Burnin' and Lootin' - 4:13
15. Iron Lion Zion [Original] - 2:56
16. Lively Up Yourself - 5:11
17. Natty Dread - 3:34
18. I Shot the Sheriff [Live] - 5:26

Disque 3
1. No Woman, No Cry [Live at The Roxy] - 5:22
2. Who the Cap Fit - 4:22
3. Jah Live - 4:16
4. Crazy Baldhead - 3:10
5. War - 3:37
6. Johhny Was - 3:47
7. Rat Race - 2:49
8. Jamming [12 Mix] - 5:45
9. Waiting In Vain [Advert Mix] - 3:59
10. Exodus [12 Mix] - 7:25
11. Natural Mystic - 3:28
12. Three Little Birds [Alternative Mix] - 2:57
13. Running Away - 4:14
14. Keep on Moving [London Version] - 5:44
15. Easy Skanking - 2:56
16. Is This Love [Horns Mix] - 4:00
17. Smile Jamaica - 3:13
18. Time Will Tell - 3:30

Disque 4
1. Africa Unite - 2:54
2. Survival - 3:52
3. One Drop - 3:52
4. One Dub - 3:53
5. Zimbabwe - 3:48
6. So Much Trouble in the World - 3:57
7. Ride Natty Ride [12 Mix] - 6:23
8. Babylon System - 4:19
9. Coming In From the Cold [12 Mix] - 6:04
10. Real Situation - 3:09
11. Bad Card - 2:48
12. Could You Be Loved [12 Mix] - 5:27
13. Forever Loving Jah - 3:52
14. Rastaman Live Up - 5:21
15. Give Thanks and Praises - 3:14
16. One Love / People Get Ready [12 Mix] - 7:07
17. Why Should I - 3:33
18. Redemption Song [Live in Pittsburgh] - 4:09